# W90-Mattensprunganlage
W90-Mattensprunganlage är en hoppbacke som ligger i Ramsau am Dachstein i Steiermark i Österrike. Backen har K-punkt 90 meter och backstorlek (Hill Size) 98 meter. Backhoppningstävlingen i normalbacke vid Skid-VM 1999 arrangerades här. Hoppningen i stor backe arrangerades i Paul-Ausserleitner-Schanze i Bischofshofen. I anknytning till W90-Mattensprunganlage ligger två mindre backar, K30 (Minzelhofschanzen) och K15.

## Historia
W90-Mattensprunganlage byggdes inför Skid-VM 1999 som tilldelades Ramsau am Dachstein. Backen stod klar 1995. Backen är försedd med plastmattor och kan användas även om sommaren. En deltävling i världscupen i backhoppning arrangerades här 11 januari 1998. Världscuptävlingar i nordisk kombination arrangeras sedan 2005 årligen i Ramsau. W90-Mattensprunganlage används också som en träningsanläggning för österrikiska skidförbundet (ÖSV).

## Backrekord
Officiellt backrekord tillhör Daito Takahashi från Japan, som hoppade 101,0 meter 17 december 2005 under en världscupdeltävling i nordisk kombination. Gregor Schlierenzauer från Österrike hoppade 100,5 meter under österrikiska mästerskapen 14 oktober 2006, vilket är backrekord på plast. Officiellt backrekord för kvinnor tillhör japanska Sara Takanashi. Hon hoppade 102,0 meter vid kontinentalcupen (Ladies-COC) 20 februari 2011. Jacqueline Seifriedsberger och Daniela Iraschko, båda från Österrike, hoppade 96,0 meter på plast i kontinentalcupen 19 augusti 2007. 

## Viktiga tävlingar
| Datum            | Vinnare                       | Andra plats                   | Tredje plats                          | Tävling                                                |
| ---------------- | ----------------------------- | ----------------------------- | ------------------------------------- | ------------------------------------------------------ |
| 11 januari 1998  | Masahiko Harada, Japan        | Kazuyoshi Funaki, Japan       | Hiroya Saitō, Japan                   | Världscup                                              |
| 26 februari 1999 | Kazuyoshi Funaki, Japan       | Hideharu Miyahira, Japan      | Masahiko Harada, Japan                | Skid-VM 1999, normalbacke                              |
| 8 december 2000  | Inställt på grund av snöbrist | Inställt på grund av snöbrist | Inställt på grund av snöbrist         | Världscup                                              |
| 19 februari 1999 | Karla Keck, USA               | Sandra Kaiser, Österrike      | Eva Ganster, Österrike                | FIS Ladies Winter Tournee (Kvinnornas backhopparvecka) |
| 19 februari 2011 | Sara Takanashi, Japan         | Ulrike Grässler, Tyskland     | Jacqueline Seifriedsberger, Österrike | Kontinentalcup (Ladies COC)                            |
| 20 februari 2011 | Sara Takanashi, Japan         | Ulrike Grässler, Tyskland     | Melanie Faisst, Tyskland              | Kontinentalcup (Ladies COC)                            |